# Arthur Terry
Arthur Hubert Terry (York, Angleterre 17 février 1927 - Colchester, Essex 24 janvier 2004) est un philologue, critique et traducteur britannique spécialiste de la littérature catalane. 

## Biographie
Terry nait à York en 1927 et étudie à l'école Saint Peter de la même cité. En 1947 il passe sa maîtrise en philologie à l'Université de Cambridge, où il est disciple de J. B. Trend. Il vient par la première fois à Barcelone en 1949 grâce à une bourse pour étudier le monachisme catalan ancien. Entre 1950 et 1972 il est professeur de langues et littératures hispaniques à l'Université Queen's de Belfast, où il est agrégé entre 1962-1973, jusqu'au moment où il est nommé agrégé de littérature à l'Université de l'Essex en 1973. 
En 1976 il publie une anthologie de poèmes d'Ausiàs March avec des traductions anglaises et coordonne une série d'essais sur Tirant lo Blanc. Il est une autorité en poésie catalane moderne, et aussi en poésie espagnole (on doit remarquer l'étude de Campos de Castilla, d'Antonio Machado en 1973). Il se fait connaitre aussi les traductions de Joan Brossa et Gabriel Ferrater.

## Prix
Il est président de l'Anglo-Catalan Society entre 1962 et 1965 et de l'Association Internationale de Langue et Littérature Catalanes entre 1982 et 1988. En 1982 il reçoit la Creu de Sant Jordi, une haute distinction donnée par le gouvernement régional de la Catalogne. En 1995 on lui donna le Prix International Ramon Llull et en 2001 le Prix de la Critique de la revue Serra d'Or.

## Œuvres
- La poesia de Joan Maragall (1963). (ca)
- An Anthology of Spanish Poetry 1500-1700 (1968). (en)
- Catalan Literature (1972). (en)
- Quatre poètes catalans. Ferrater, Brossa, Gimferrer, Xirau (1992). (ca)
- Modern Catalan Poetry: A European Perspective (1991). (ca)
- Readings of J.V. Foix: An Anthology (1998). (en)
- Three Fifteenth-century Valencian Poets (2000). (en)
- La idea del lenguaje en la poesía española: Crespo Sánchez Robayna y Valente (2002). (es)
- A Companion to Catalan Literature (2003). (en)